# Tarimbäckenet

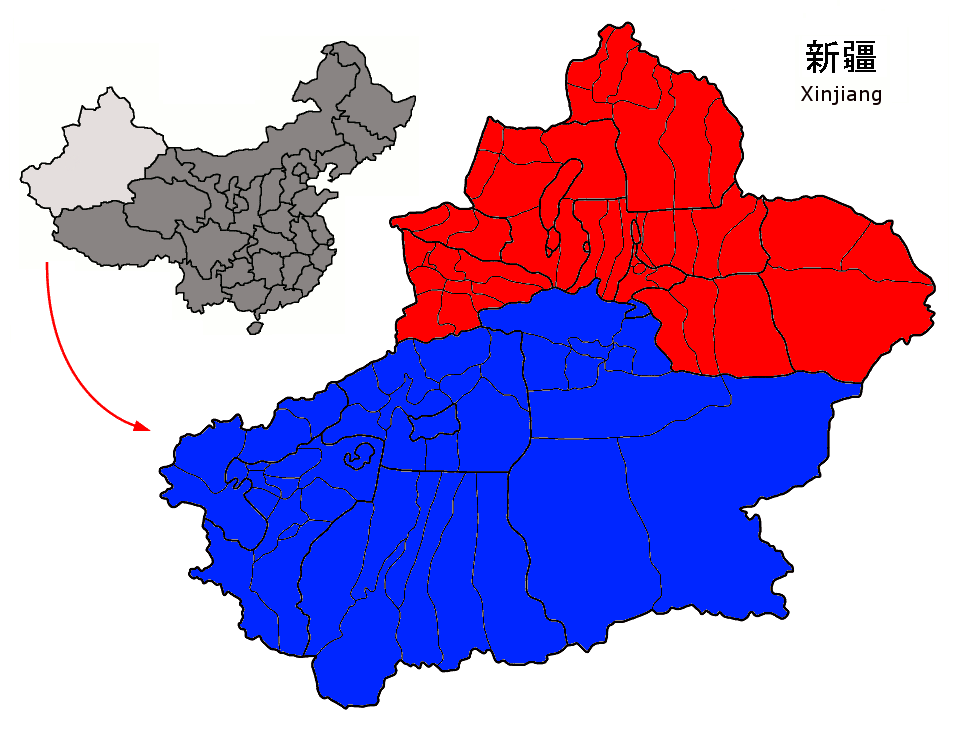
Xinjiang. Blått markerar Tarimbäckenet och rött Dzungariet.

Tarimbäckenet är ett stort bäckenområde i södra Xinjiang i Kina. Det omfattar området mellan Kunlun, Pamir och Tianshan. Bäckenet har fått sitt namn efter floden Tarim, som bildas genom floder från kantbergen (de största Chotan-darja, Jarkent-darja och Kasjgar-darja) och flyter genom områdets norra del till saltträsket Lop Nor (780 meter över havet). Området täcks till största delen av Taklamakanöknen.

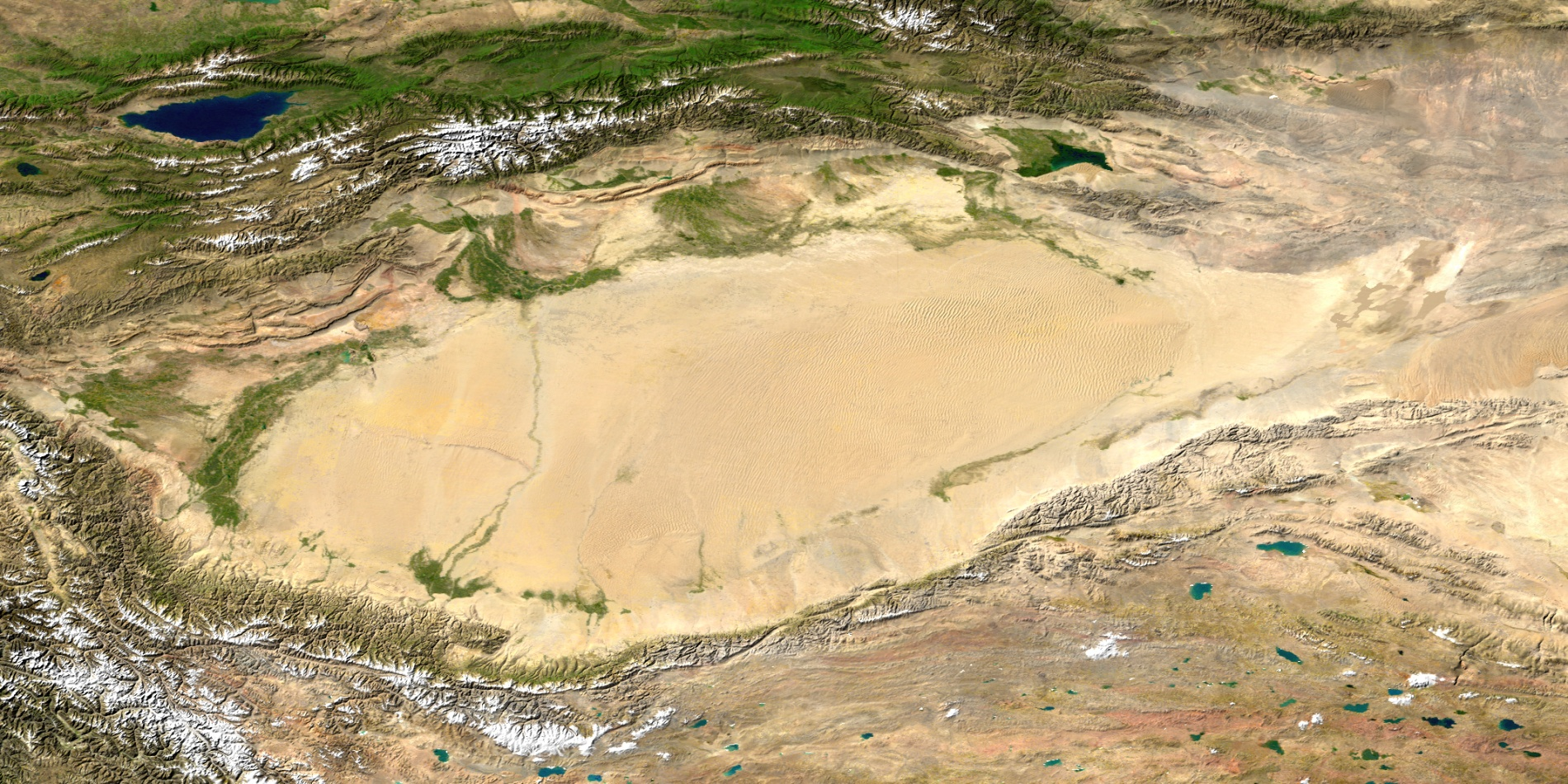
Satellitbild av Tarimbäckenet

I norra delen av Tarimbäckenet, söder om Turfan, påträffas till och med en depression som ligger 130 meter under havsytan (se Turfansänkan). Det stiger dock till större höjder i närheten av de höga kantbergen. Av dessa har Kunlun toppar på 5 000–6 000 meter, och Tianshan är näst Himalaya Asiens mäktigaste och mest förgrenade bergsystem (2 600 km från väster till öster, med en medelbredd av 370 kilimeter), genomdraget av en mängd längddalar. Dess högsta topp anses vara Khan Tengri (7 010 meter), väster om Musart-passet.
Tarimbäckenet är en region, där olika nomadfolk grundat kungadömen och varifrån invasioner av det egentliga Kina skett. Dess historiska namn, som användes under 1700- och 1800-talen är Altishahr.